# Karl-Johan Sundqvist
Karl-Johan Sundqvist, född 9 mars 1949, är en svensk före detta ishockeyspelare, back, som spelade i Färjestads BK från 1968 till 1980. Han vann skytteligan för backar 1977. Han representerade Sverige i landslaget från 1972 till 1975, och han fick Stora Grabbars Märke nummer 86.

## Meriter
- VM-silver 1973
- VM-brons 1972, 1974, 1975
- Skytteligavinnare för backar 1977